# Trepadeira-corsa
A trepadeira-corsa (Sitta whiteheadi) é uma espécie de ave da família Sittidae. É uma trepadeira relativamente pequena, medindo cerca de 12 cm de comprimento total. As partes superiores são cinza-azuladas e as partes inferiores são branco-acinzentadas. O macho se distingue da fêmea por sua coroa totalmente preta. A espécie é sedentária, territorial e não muito tímida. Frequentemente se alimenta no alto dos pinheiros-larícios, consumindo principalmente pinhões, mas também capturando alguns insetos voadores. A época de reprodução ocorre entre abril e maio; o ninho é colocado no tronco de um pinheiro velho, e a ninhada tem de cinco a seis ovos. Os filhotes aprendem a voar 22 a 24 dias após a eclosão.
A trepadeira-corsa é encontrada apenas na ilha da Córsega, onde povoa as antigas florestas de pinheiros-larícios de alta altitude, descendo mais no inverno. Seu nome científico vem de John Whitehead, o ornitólogo que chamou a atenção da comunidade científica para a ave em 1883. A trepadeira-corsa é parente próxima da  trepadeira-chinesa (S. villosa) e da trepadeira-azul-do-canadá (S. canadensis). Ela está ameaçada pela perda de locais de nidificação e pela fragmentação do habitat, com uma população estimada em cerca de 2.000 indivíduos, possivelmente em declínio moderado. Devido ao pequeno tamanho da população e à área de distribuição limitada, o status de conservação da trepadeira-corsa é classificado como “vulnerável” pela União Internacional para a Conservação da Natureza.

## Taxonomia

### Descobertas e estudos

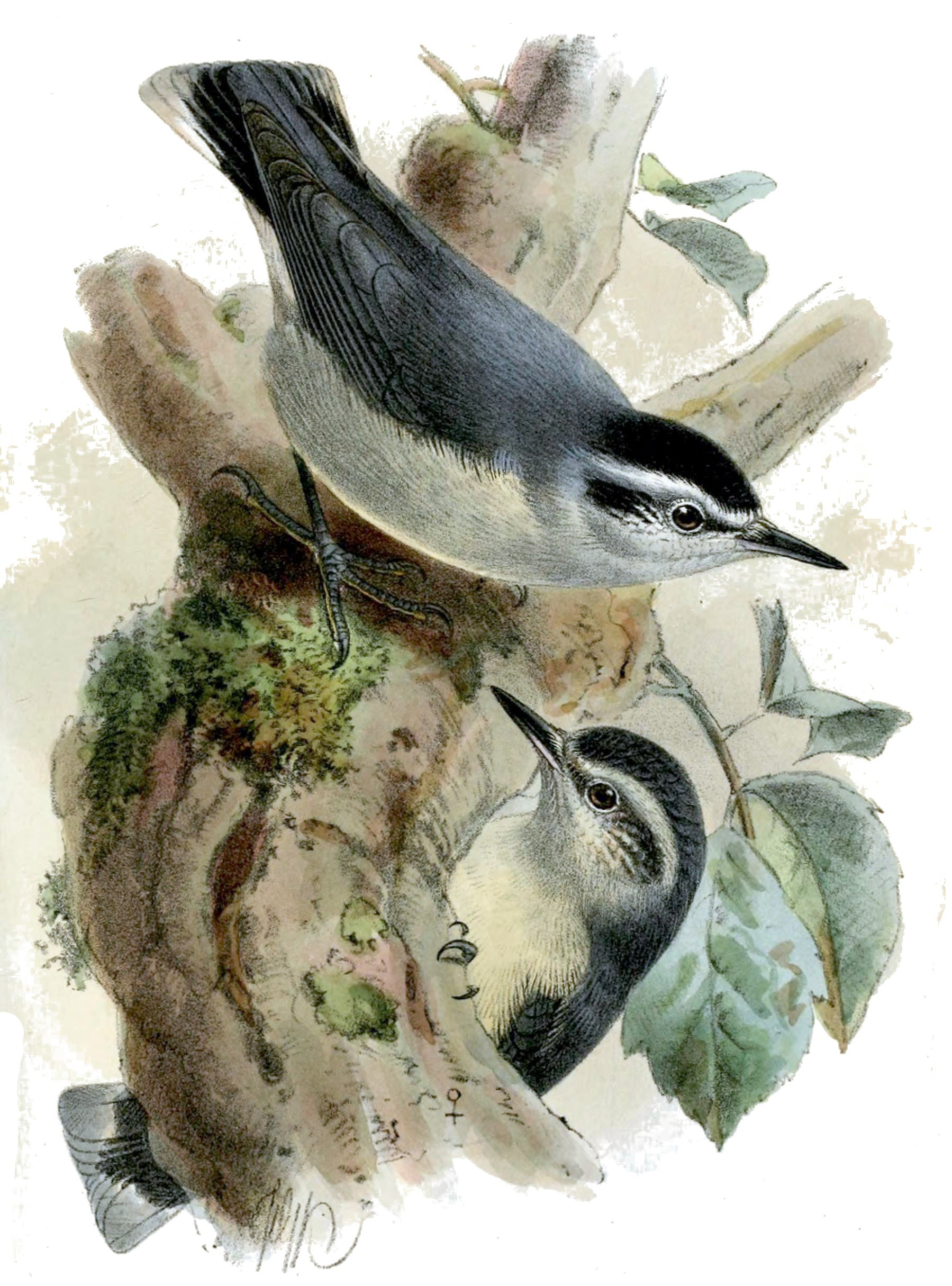
A primeira placa retratando a espécie, neste caso um par (macho acima e fêmea abaixo), e acompanhando a publicação de junho de 1884 de Richard Bowdler Sharpe.

A trepadeira-corsa foi descoberta quando o ornitólogo John Whitehead foi observar o andorinhão-real (Tachymarptis melba) em 13 de junho de 1883. Whitehead, que havia passado grande parte dos anos anteriores em Córsega, avistou e matou um macho de trepadeira-corsa. Ele guardou a pele do espécime e não se preocupou com ele até outubro, quando pediu ajuda a Richard Bowdler Sharpe para nomear alguns pequenos pássaros que havia coletado; embora a cabeça do pássaro estivesse danificada pelo método de coleta, Sharpe lhe garantiu que a espécie ainda não havia sido descrita. Whitehead achava que o pássaro era extremamente localizado e não forneceu a localidade exata onde coletou os primeiros espécimes por medo de que a espécie fosse exterminada por coletas adicionais.
Whitehead retornou à Córsega em maio de 1884 e encontrou um macho, que reconheceu por sua coroa preta. Depois de matá-lo, ele esperou para ver a fêmea que o acompanhava, matou-a também e, em seguida, coletou mais três espécimes de um pequeno bando. Nos dias seguintes, ele observou um casal indo e vindo com material de nidificação em um buraco a seis metros acima do solo no tronco de um pinheiro muito antigo. Ele localizou outros ninhos, cerca de 30 m acima do solo, e abriu dois deles, encontrando 5 ovos em cada um, que ele coletou.
O ornitólogo italiano Enrico Hillyer Giglioli relatou em 1890 que havia observado o pássaro em 16 de setembro de 1877, em Ponte Leccia [en], quase seis anos antes de Whitehead, mas confundindo-o com uma trepadeira-azul (S. europaea), ele não se preocupou em fotografá-lo. Na primavera de 1896, o naturalista alemão Alexander Koenig [en] visitou a floresta de Vizzavona [en] e coletou com grande dificuldade cinco espécimes; no início do outono de 1900, Arnold Duer Sapsworth trouxe de volta algumas peles. No primeiro caso, a estação de reprodução não havia começado na época de sua visita e, no segundo, já havia terminado; portanto, nenhum outro ovo foi trazido de volta durante esse período. As próximas coletas foram feitas entre 1908 e 1909 pelo ornitólogo britânico F. C. R. Jourdain [en], que forneceu algumas notas de campo adicionais e explicou a dificuldade de acesso aos ninhos.
Os primeiros trabalhos sobre a biologia da ave foram realizados somente na década de 1960 pelo ornitólogo alemão Hans Löhrl [en], que estudou a reprodução, a alimentação e o comportamento da espécie. Em 1976, Claude Chappuis descreveu a voz da espécie em um artigo dedicado às vocalizações de pássaros de Córsega e das Ilhas Baleares. Na década de 1980, os ornitólogos italianos Pierandrea Brichetti e Carlo Di Capi estudaram a reprodução da trepadeira-corsa. Desde a década de 1990, a espécie vem sendo estudada de perto por grupos locais e, em particular, pelos ornitólogos Jean-Claude Thibault, Pascal Villard e Jean-François Seguin.:4 
No verão de 2006, holandeses que participavam de uma expedição entomológica observaram incidentalmente um par de trepadeiras nas Montanhas Altai, perto do ponto de encontro da China, Cazaquistão, Mongólia e Rússia, em uma floresta de lariço puro (Larix sp.). O macho tem uma coroa preta, e a fêmea não, e ambos têm uma faixa ocular escura encimada por uma listra superciliar branca. A espécie mais próxima geograficamente que poderia se enquadrar nessa descrição é a trepadeira-chinesa (S. villosa), que estaria longe de sua distribuição conhecida e que tem a parte inferior das penas mais clara do que os indivíduos observados. Esse registro pode ser indicativo de uma distribuição muito mais ampla da espécie chinesa, ou o pássaro pode ser uma espécie ainda não descrita relacionada a S. whiteheadi e S. villosa.

### Nomenclatura
A trepadeira-corsa foi descrita por Sharpe em março de 1884, com base no primeiro espécime macho coletado por Whitehead, que recebeu o nome específico. Whitehead enviou um segundo macho a Sharpe, que o apresentou em maio à Sociedade Zoológica de Londres. Em junho, Sharpe completou a descrição da espécie depois que Whitehead lhe enviou uma fêmea. A trepadeira-corsa às vezes é colocada em um subgênero, Micrositta, descrito pelo ornitólogo russo Sergei Buturlin [en] em 1916, e não tem subespécies.
A trepadeira-corsa foi posteriormente considerada uma subespécie da trepadeira-azul-do-canadá (S. canadensis) de 1911 até a década de 1950.:6–8 Em 1957, o ornitólogo americano Charles Vaurie explicou que a morfologia não permitia ter certeza de que a trepadeira-corsa era uma espécie distinta e que provavelmente era melhor considerá-la como pertencente ao grupo “canadensis”, reagrupando as espécies S. canadensis, S. whiteheadi e S. villosa; O ornitólogo alemão Hans Löhrl, depois de estudar a ecologia e o comportamento das aves da América Latina e de Córsega, e por meio da publicação de suas notas de campo entre 1960 e 1961, discordou da posição de Vaurie. Em 1976, o ornitólogo francês Jacques Vielliard descreveu a trepadeira-azul-da-argélia (S. ledanti), recém-descoberta na Argélia por Jean-Paul Ledant. Ele dedicou parte de seu artigo às possíveis relações entre as diferentes espécies e sua história evolutiva. Vielliard sugere que Vaurie se deteve em “uma semelhança morfológica superficial” para aproximar a trepadeira-corsa da trepadeira-azul-do-canadá, e que a espécie de Córsega deveria formar com a trepadeira-azul-do-levante (S. krueperi) um grupo conhecido como “trepadeiras mesogêneas”, “onde o S. ledanti se encaixa providencialmente”.

### Filogenia molecular e evolução
Em 1998, Eric Pasquet estudou o citocromo b do DNA mitocondrial de uma dúzia de espécies de trepadeiras, incluindo as várias espécies do grupo Sitta canadensis, que ele definiu como compreendendo seis espécies, que também são as do que às vezes é tratado como o subgênero Micrositta: canadensis, villosa, yunnanensis, whiteheadi, krueperi e ledanti. Pasquet conclui que a trepadeira-corsa está filogeneticamente relacionada à trepadeira-chinesa e à trepadeira-azul-do-canadá, sendo que essas três espécies formam o grupo irmão de um clado que inclui a trepadeira-azul-do-levante e a trepadeira-azul-da-argélia. As três primeiras espécies estariam próximas o suficiente para constituir subespécies, rejeitando a teoria “mesogênea” de Vielliard e, portanto, confirmando as conclusões de Vaurie.:190 Para fins de estabilidade taxonômica, no entanto, todos mantêm seu status de espécie completa.:6–8 Em 2014, Eric Pasquet e colegas publicaram uma filogenia baseada no DNA nuclear e mitocondrial de 21 espécies de trepadeiras e confirmaram as relações do estudo de 1998 dentro do “grupo canadensis”, acrescentando a  trepadeira-do-iunão, que foi considerada a espécie mais basal. As descobertas do estudo se alinham com a morfologia da espécie, a trepadeira-azul-do-canadá, a trepadeira-corsa e a trepadeira-chinesa compartilham como uma característica derivada a coroa totalmente preta presente apenas nos machos, uma característica exclusiva dos Sittidae e famílias relacionadas. O segundo clado, que inclui a trepadeira-azul-do-levante e a trepadeira-azul-da-argélia, teria uma coroa frontal preta nos machos, sendo esse dimorfismo sexual ausente em indivíduos jovens.
Com a filogenia estabelecida, Pasquet conclui que a história paleogeográfica do grupo seria a seguinte: a divergência entre os dois clados principais do “grupo canadensis” aparece há mais de cinco milhões de anos, no final do Mioceno, quando o clado de krueperi e ledanti se instala na bacia do Mediterrâneo na época da crise de salinidade messiniana [en]; as duas espécies que o constituem divergem há 1,75 milhão de anos. O outro clado se dividiu em três, com populações saindo da Ásia pelo leste, dando origem à trepadeira-azul-do-canadá, e depois pelo oeste, há cerca de um milhão de anos, marcando a separação entre a trepadeira-corsa e a trepadeira-chinesa. No entanto, as distribuições atuais não refletem necessariamente com precisão as distribuições ancestrais, e a trepadeira-corsa pode ser uma espécie paleoendêmica [en] que já teve uma distribuição muito mais ampla e sofreu reduções na distribuição de pinheiros; “presa” em Córsega, ela teria evoluído por especiação alopátrica.:6–8
O cladograma simplificado abaixo é baseado na análise filogenética de Packert e colegas, em 2014:
|  | Trepadeira-azul-da-argélia (S. ledanti)  |
|  |                                          |
|  | Trepadeira-azul-do-levante (S. krueperi) |
|  |                                          |

|  | \| \| Trepadeira-corsa (S. whiteheadi) \| \| \| \| \| \| Trepadeira-chinesa (S. villosa) \| \| \| \| |
|  | |
|  | Trepadeira-azul-do-canadá (S. canadensis)                                                            |
|  | |
|  | Trepadeira-corsa (S. whiteheadi)                                                                     |
|  | |
|  | Trepadeira-chinesa (S. villosa)                                                                      |
|  | |

|  | Trepadeira-corsa (S. whiteheadi) |
|  |                                  |
|  | Trepadeira-chinesa (S. villosa)  |
|  |                                  |

|  | Trepadeira-azul-da-argélia (S. ledanti)  |
|  |                                          |
|  | Trepadeira-azul-do-levante (S. krueperi) |
|  |                                          |

|  | \| \| Trepadeira-corsa (S. whiteheadi) \| \| \| \| \| \| Trepadeira-chinesa (S. villosa) \| \| \| \| |
|  | |
|  | Trepadeira-azul-do-canadá (S. canadensis)                                                            |
|  | |
|  | Trepadeira-corsa (S. whiteheadi)                                                                     |
|  | |
|  | Trepadeira-chinesa (S. villosa)                                                                      |
|  | |

|  | Trepadeira-corsa (S. whiteheadi) |
|  |                                  |
|  | Trepadeira-chinesa (S. villosa)  |
|  |                                  |

|  | Trepadeira-azul-da-argélia (S. ledanti)  |
|  |                                          |
|  | Trepadeira-azul-do-levante (S. krueperi) |
|  |                                          |

|  | \| \| Trepadeira-corsa (S. whiteheadi) \| \| \| \| \| \| Trepadeira-chinesa (S. villosa) \| \| \| \| |
|  | |
|  | Trepadeira-azul-do-canadá (S. canadensis)                                                            |
|  | |
|  | Trepadeira-corsa (S. whiteheadi)                                                                     |
|  | |
|  | Trepadeira-chinesa (S. villosa)                                                                      |
|  | |

|  | Trepadeira-corsa (S. whiteheadi) |
|  |                                  |
|  | Trepadeira-chinesa (S. villosa)  |
|  |                                  |

|  | Trepadeira-azul-da-argélia (S. ledanti)  |
|  |                                          |
|  | Trepadeira-azul-do-levante (S. krueperi) |
|  |                                          |

|  | \| \| Trepadeira-corsa (S. whiteheadi) \| \| \| \| \| \| Trepadeira-chinesa (S. villosa) \| \| \| \| |
|  | |
|  | Trepadeira-azul-do-canadá (S. canadensis)                                                            |
|  | |
|  | Trepadeira-corsa (S. whiteheadi)                                                                     |
|  | |
|  | Trepadeira-chinesa (S. villosa)                                                                      |
|  | |

|  | Trepadeira-corsa (S. whiteheadi) |
|  |                                  |
|  | Trepadeira-chinesa (S. villosa)  |
|  |                                  |

|  | Trepadeira-azul-da-argélia (S. ledanti)  |
|  |                                          |
|  | Trepadeira-azul-do-levante (S. krueperi) |
|  |                                          |

|  | \| \| Trepadeira-corsa (S. whiteheadi) \| \| \| \| \| \| Trepadeira-chinesa (S. villosa) \| \| \| \| |
|  | |
|  | Trepadeira-azul-do-canadá (S. canadensis)                                                            |
|  | |
|  | Trepadeira-corsa (S. whiteheadi)                                                                     |
|  | |
|  | Trepadeira-chinesa (S. villosa)                                                                      |
|  | |

|  | Trepadeira-corsa (S. whiteheadi) |
|  |                                  |
|  | Trepadeira-chinesa (S. villosa)  |
|  |                                  |

|  | Trepadeira-azul-da-argélia (S. ledanti)  |
|  |                                          |
|  | Trepadeira-azul-do-levante (S. krueperi) |
|  |                                          |

|  | \| \| Trepadeira-corsa (S. whiteheadi) \| \| \| \| \| \| Trepadeira-chinesa (S. villosa) \| \| \| \| |
|  | |
|  | Trepadeira-azul-do-canadá (S. canadensis)                                                            |
|  | |
|  | Trepadeira-corsa (S. whiteheadi)                                                                     |
|  | |
|  | Trepadeira-chinesa (S. villosa)                                                                      |
|  | |

|  | Trepadeira-corsa (S. whiteheadi) |
|  |                                  |
|  | Trepadeira-chinesa (S. villosa)  |
|  |                                  |

|  | Trepadeira-azul-da-argélia (S. ledanti)  |
|  |                                          |
|  | Trepadeira-azul-do-levante (S. krueperi) |
|  |                                          |

|  | \| \| Trepadeira-corsa (S. whiteheadi) \| \| \| \| \| \| Trepadeira-chinesa (S. villosa) \| \| \| \| |
|  | |
|  | Trepadeira-azul-do-canadá (S. canadensis)                                                            |
|  | |
|  | Trepadeira-corsa (S. whiteheadi)                                                                     |
|  | |
|  | Trepadeira-chinesa (S. villosa)                                                                      |
|  | |

|  | Trepadeira-corsa (S. whiteheadi) |
|  |                                  |
|  | Trepadeira-chinesa (S. villosa)  |
|  |                                  |

|  | Trepadeira-azul-da-argélia (S. ledanti)  |
|  |                                          |
|  | Trepadeira-azul-do-levante (S. krueperi) |
|  |                                          |

|  | \| \| Trepadeira-corsa (S. whiteheadi) \| \| \| \| \| \| Trepadeira-chinesa (S. villosa) \| \| \| \| |
|  | |
|  | Trepadeira-azul-do-canadá (S. canadensis)                                                            |
|  | |
|  | Trepadeira-corsa (S. whiteheadi)                                                                     |
|  | |
|  | Trepadeira-chinesa (S. villosa)                                                                      |
|  | |

|  | Trepadeira-corsa (S. whiteheadi) |
|  |                                  |
|  | Trepadeira-chinesa (S. villosa)  |
|  |                                  |

## Descrição

### Plumagem e medidas

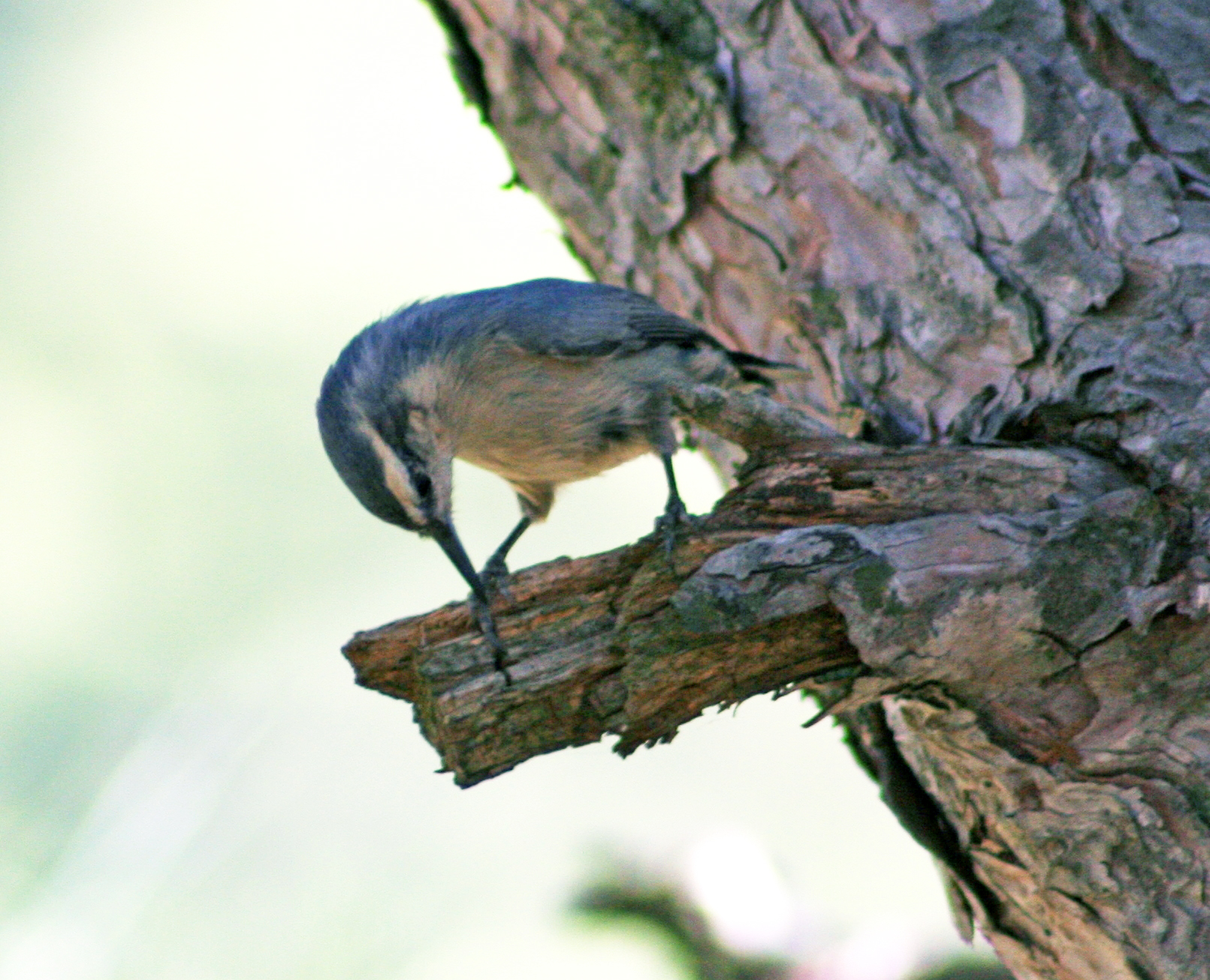
Uma fêmea nos desfiladeiros de en, perto de Corte, tem uma coroa cinza-escura na frente que se mistura rapidamente com o azul-acinzentado do dorso.

A trepadeira-corsa é um pássaro pequeno, medindo de 11 a 12 cm de comprimento com uma envergadura de 21 a 22 cm e um peso de 11 a 12,6 gramas. A asa dobrada mede 7 cm, a cauda relativamente curta mede 3,5 cm e o tarso e o bico medem 1,6 cm. A cabeça é pequena e o bico é curto para uma trepadeira. É fino e cinza-escuro, preto na ponta. Os olhos são pretos, as pernas e os dedos dos pés são marrom-claros.
As partes superiores são em geral cinza-azuladas, a barriga é cinza-pálido e o pescoço é mais branco. O macho tem a coroa e a testa pretas e uma faixa ocular preta, separada da coroa por uma listra superciliar branca larga e pontiaguda. Nas fêmeas, a coroa e a listra superciliar são do mesmo tom de cinza que o dorso. Em ambos os sexos, as laterais da cabeça e o pescoço são brancos; as partes inferiores, em geral branco-acinzentadas, são mais ou menos sombreadas. As rectrizes externas são pretas com manchas brancas e pontas cinzas. As aves passam por uma ecdise completa todos os anos após a época de reprodução. O dimorfismo sexual aparece onze dias após a eclosão, e os filhotes que voam têm uma plumagem próxima à dos adultos. Quando jovens, eles permanecem mais opacos, com um pouco de marrom nas grandes coberturas.

### Vocalizações
O canto de contato é um pu leve e assobiável, que o pássaro repete em séries de cinco a seis notas, em pupupupu. Quando agitada, a trepadeira emite um pchèèhr “áspero e esticado, repetido lentamente”, como um estorninho-malhado (Sturnus vulgaris), ou um psch-psch-psch que se transforma em chay-chay-chay ou sch-wer, sch-wer quando mais agitada. O canto, descrito como um “dididididi claro, sonoro e rápido [e de] ritmo variável”, entretanto, lembra o andorinhão-real; o chamado de contato é um trilo semelhante. Ele “canta com bastante regularidade na primavera”, mas é mais discreto durante a estação de reprodução.

### Espécies semelhantes
A trepadeira-corsa é a única trepadeira encontrada em Córsega; no entanto, ela pode lembrar o chapim-carvoeiro (Parus ater), que é comum nas florestas de Córsega e tem marcas semelhantes na cabeça. A trepadeira-azul, que habita a vizinha França continental, é maior, não tem preto na coroa e tem partes inferiores amarelas (ou brancas em algumas subespécies), tendendo ao laranja ao redor da garupa. Na descrição original, Sharpe a comparou morfologicamente à trepadeira-chinesa, que, no entanto, tem partes inferiores de cores mais vivas, e à trepadeira-azul-do-levante, que tem o mesmo tamanho e a mesma cor nas partes superiores, mas tem uma área marrom-avermelhada nas partes inferiores que não existe na espécie de Córsega. A trepadeira-corsa também é semelhante à trepadeira-azul-do-canadá, encontrada apenas na América do Norte, mas tem a parte inferior amarelada. Por fim, a espécie de Córsega é a que mais se assemelha à trepadeira-azul-da-argélia, das Montanhas Babor [en], que pode ser distinguida por suas partes inferiores mais pálidas, laterais da cabeça esbranquiçadas e pela coroa do macho, que tem apenas a parte frontal preta.

## Distribuição e habitat
A trepadeira-corsa é a única espécie de ave endêmica de Córsega e até mesmo da França Metropolitana. Sua área de distribuição abrange a maior parte da ilha, que é muito montanhosa. Essa ave é encontrada desde a floresta de Tartagine-Melaja, no norte, até a floresta de Ospedale, no sul, mas é particularmente abundante nos maciços de Monte Cinto, Monte Rotondo, Monte Renoso [en] e Monte Incudine [en]. Há também duas populações isoladas, em Castagniccia, no nordeste da ilha, e na montanha Cagna, no sul.
A trepadeira-corsa favorece as florestas de pinheiros-larícios (Pinus nigra laricio) intercaladas com clareiras; esse habitat é razoavelmente seco no verão (três semanas a dois meses de seca) e apresenta chuvas fortes na baixa temporada (800-1.800 mm por ano).:9–14 Essa trepadeira é sedentária; geralmente vive em vales profundos entre 1.000 m e 1.500 m acima do nível do mar entre abril e outubro, mas pode ser encontrada entre 750 e 1.800 mm acima do nível do mar, embora as florestas mais abertas em altitudes mais elevadas sejam menos adequadas. Ela desce mais no inverno e pode então habitar florestas mistas de pinheiros-larícios e pinheiros-bravos (Pinus pinaster) ou florestas de abeto-branco (Abies alba); no entanto, seus índices de estande são significativamente mais baixos do que em florestas puras de pinheiros-larícios.:15–25 Evita bosques mistos.:9–14
Os pinheiros antigos fornecem alimento abundante à trepadeira, e a espécie está ausente de setores onde as árvores têm menos de 28 cm de diâmetro e onde o pinheiro-larício é minoria em relação a outras espécies. Os locais com maior probabilidade de abrigar a trepadeira-corsa têm árvores grandes (mais de 16 m de altura) e de grande diâmetro (mais de 58 cm). A preferência da ave pelo pinheiro-larício em relação ao pinheiro-bravo pode ser explicada pela dureza das sementes deste último. De uma perspectiva histórica, Thibault e colegas explicam em 2002 que “a trepadeira-corsa e o pinheiro-larício, provavelmente presentes na ilha desde pelo menos a metade do Quaternário, tiveram que enfrentar as últimas flutuações climáticas do Pleistoceno, que causaram profundas modificações na composição e distribuição da vegetação. É provável que a trepadeira tenha sobrevivido nos pinheiros-larícios durante todo esse período

## Comportamento e ecologia
Como todas as trepadeiras, a trepadeira-corsa pode se mover de cabeça para baixo ao longo dos galhos e raramente é encontrada no chão. É uma ave territorial e não é tímida. Vive em casais monogâmicos que evoluem durante todo o ano no mesmo território de três a dez hectares, com os dois pássaros do casal defendendo-o de intrusos, da mesma espécie ou de outra. A área de vida, a área onde as aves geralmente vivem em seu território, varia em tamanho, dependendo da estação e da idade das aves, mas principalmente da produção de cones dos pinheiros. :15–25

### Alimentação

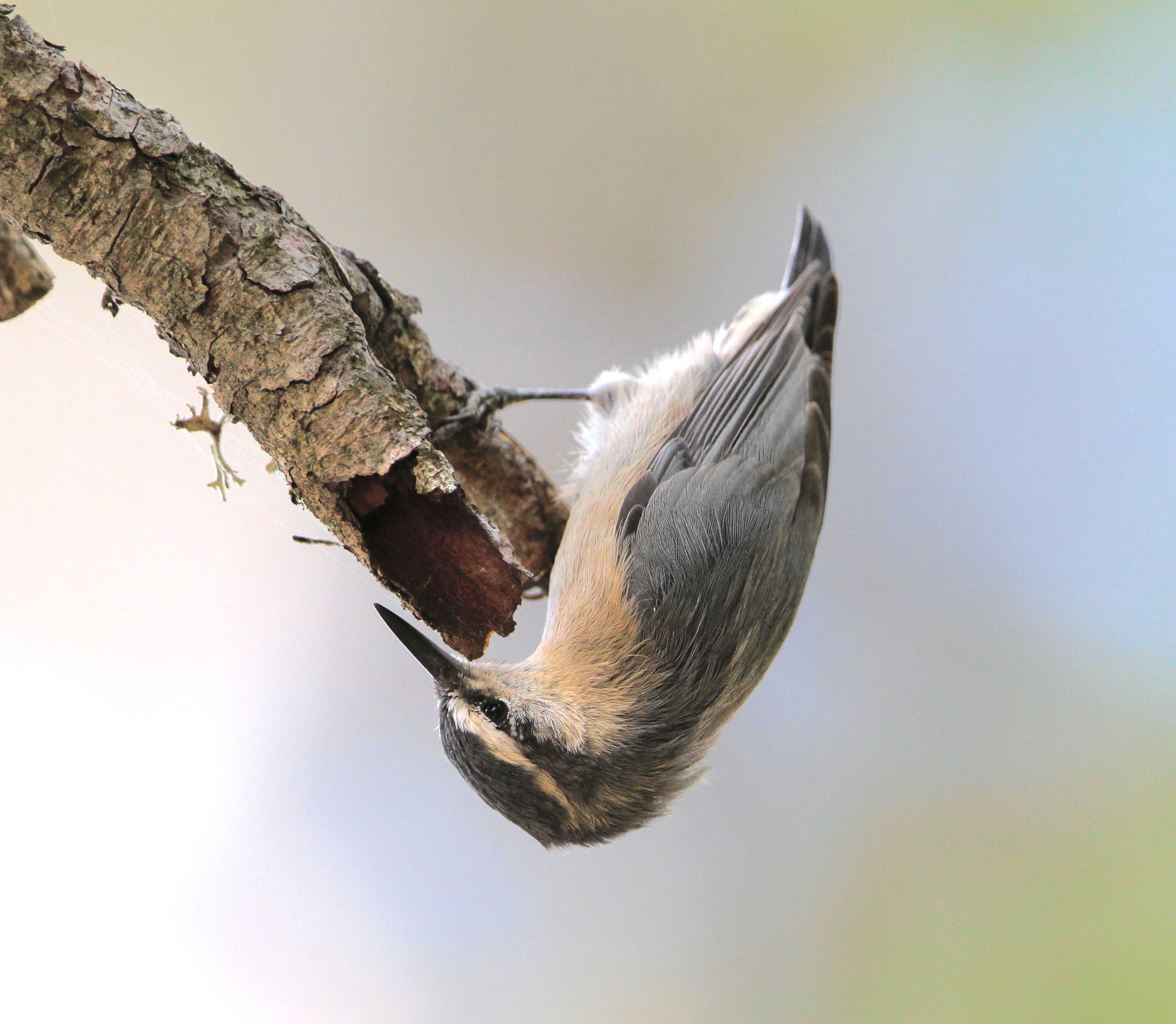
A trepadeira-corsa é um pássaro ágil que gosta de prospectar de cabeça para baixo

A trepadeira-corsa consome principalmente pinhões, mas também pequenos insetos voadores no verão. De março a novembro, os pequenos artrópodes (insetos adultos e suas larvas, aranhas) representam a parte principal de sua dieta; ela os captura em voo, mas mais geralmente nas árvores; ela faz um quarto de suas capturas em voo, a partir de um posto de observação, e explora o resto do tempo os substratos fornecidos pelas árvores. Na primavera e no verão, é mais provável que seja encontrado nas copas das árvores, forrageando no alto da folhagem dos pinheiros, na extremidade dos galhos, como um chapim; no outono, no entanto, ela procura alimentos ao longo dos troncos e em grandes galhos, e também pode formar bandos mistos com outros pequenos passeriformes fora da época de reprodução. Novembro marca o início da abertura das pinhas, das quais a trepadeira-corsa extrai as sementes com seu bico fino. Em anos de alta produção, a trepadeira-corsa pode encontrar recursos alimentares nas pinhas até março. Como as trepadeiras costumam fazer, a trepadeira-corsa esconde algumas sementes sob a casca ou sob líquens ou detritos de plantas e as consome na baixa temporada, especialmente quando a neve do início da primavera impede o acesso às pinhas ou quando as pinhas permanecem fechadas em dias úmidos e frios. Esse uso de esconderijos também pode explicar em parte o sedentarismo completo da ave.

### Reprodução

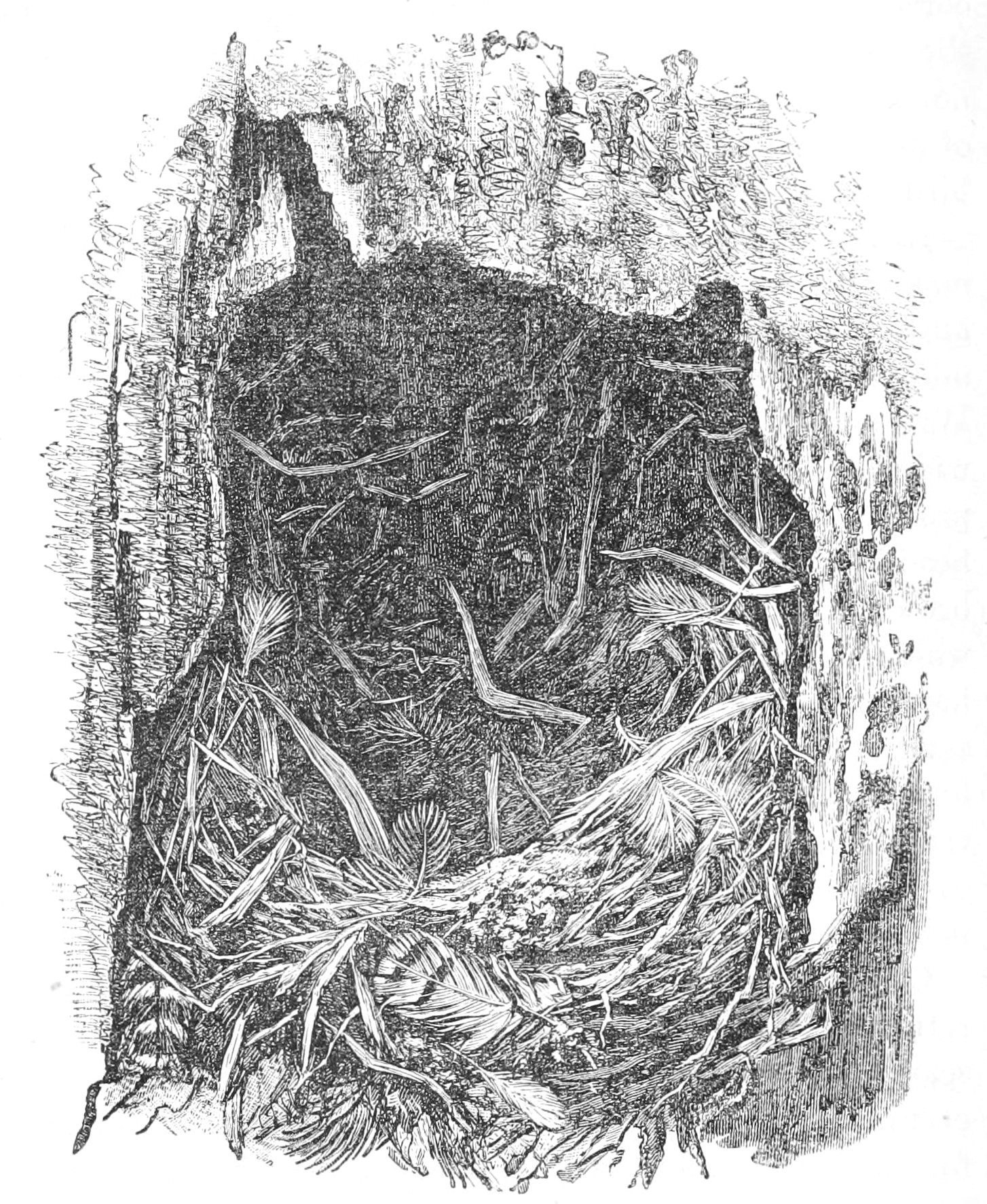
Ilustração de John Whitehead do primeiro ninho que ele abriu em 1884.

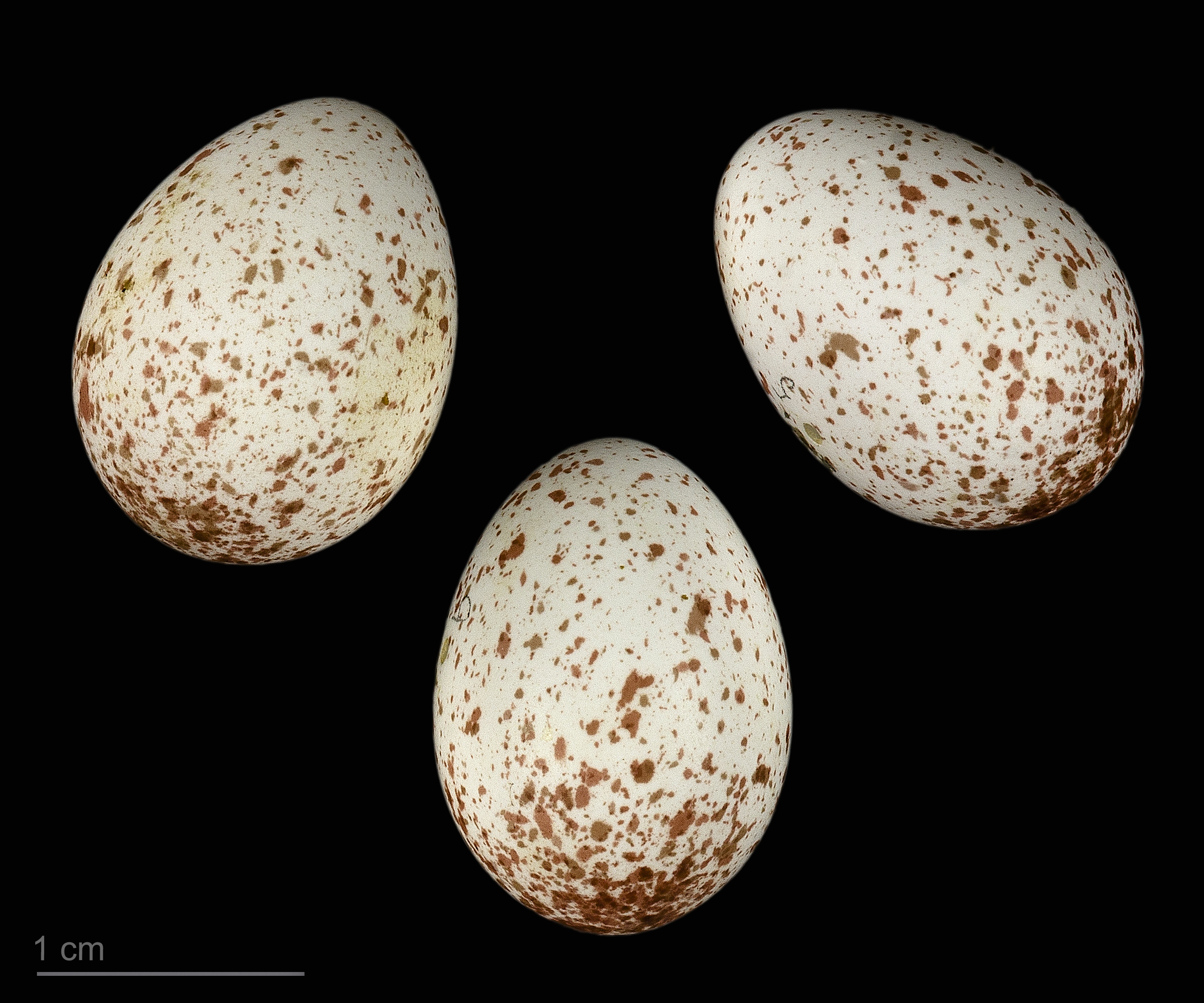
Sitta whiteheadi - Museu de Toulouse.

Os machos começam a cantar no final de dezembro, mas a época de reprodução ocorre em abril e maio. Em anos de alta produção de cones de pinheiros, a reprodução ocorre cedo; em anos de baixa produção, as trepadeiras precisam esperar até que os insetos estejam presentes em grande quantidade. A espécie depende de coníferas velhas com 200 a 300 anos de idade, com troncos suficientemente macios, mortos, comidos por vermes ou parcialmente atingidos por raios para fazer seus ninhos. A trepadeira-corsa prefere árvores mortas que ainda tenham alguns galhos, que podem ser usados como poste de canto, de perseguição ou para monitorar os arredores, mas a altura do tronco, a cobertura de pinheiros ao redor ou o diâmetro do tronco não são tão importantes.:15–25
Um estudo de 2005 relatou que os ninhos de diferentes pares estavam localizados a uma distância de 284-404 m, dependendo do ano (entre 1998 e 2003). Ambos os membros do par escavam o ninho, muitas vezes reutilizando cavidades escavadas pelo pica-pau-malhado-grande (Dendrocopos major), mas evitando o alto risco de predação dos antigos ninhos dessas aves. Pode haver duas entradas para a cavidade se o tronco estiver particularmente podre. A entrada tem de 3 a 4 m de largura, e a cavidade tem em média 56 mm × 109 mm com uma profundidade média de 12 cm. O ninho é colocado entre 2 e 30 m acima do solo. Ele é feito de vários materiais vegetais (espinhos de pinheiro, cascas e aparas) e forrado com materiais mais macios, como penas, musgo, crina de cavalo ou líquen.
A fêmea põe, no final de abril ou início de maio, de 4 a 6 (média de 5,1) ovos brancos ovais com manchas marrom-avermelhadas, especialmente na extremidade larga, com “algumas marcas marrons ou cinza-roxas escuras”. Whitehead compara o tamanho dos ovos com os do chapim-real (Parus major); de acordo com Jourdain, que comparou 42 ovos (14 coletados por Whitehead e os outros 28 por ele mesmo), eles medem em média 17,18 mm × 12,96 mm. O peso médio, calculado para 17 desses ovos, é de 82,2 miligramas. A incubação dura de 14 a 17 dias; é realizada somente pela fêmea, que o macho alimenta em média 3,2 vezes por hora. O bico e a asa dos filhotes crescem de forma constante, enquanto o tarso se estabiliza no décimo segundo dia; a coroa escurece no décimo primeiro dia e os filhotes estão com a plumagem completa após uma média de vinte dias.
A ninhada geralmente tem de 3 a 6 (média de 4,3) filhotes, que deixam o ninho com 22 a 24 dias de idade. Se a primeira ninhada falhar ou se perder, o casal faz uma segunda ninhada entre 28 de maio e 16 de junho; um terço dessas ninhadas de reposição é feito em outra árvore. De um ano para o outro, quase metade dos pares muda de árvore para fazer o ninho. Os filhotes podem se reproduzir com um ano de idade. A taxa de sobrevivência anual foi estimada em 61,6% para os machos (mais de três em cada cinco indivíduos sobrevivem ao longo do ano); a expectativa de vida é pouco conhecida, mas “a marcação de cores mostrou que um pequeno número de indivíduos pode chegar aos seis anos de idade”.

## Ameaças e conservação

### Números e status
Uma estimativa das décadas de 1960 e 1980 contou de 2.000 a 3.000 pares, distribuídos em 240 km, enquanto na década de 1950 havia quase 3.000 pares em 430 km. Em 2000, Thibault e colegas estimaram os números em 2.075-3.010 pares.:9–14 Em 2013, de acordo com a União Internacional para a Conservação da Natureza, Thibault e colegas estimaram a população de trepadeira-corsa em 3.100 a 4.400 indivíduos maduros, ou 4.600 a 6.600 aves no total. Uma estimativa de 2011 da área de distribuição a colocou em 185 km. A trepadeira-corsa foi considerada pela União Internacional para a Conservação da Natureza como “quase ameaçada” em 1988 e “pouco preocupante” em 2004, 2008 e 2009. Desde 2010, tem sido considerada “vulnerável”, com Thibault e colegas estimando um declínio de 10% nos dez anos anteriores em um artigo de 2011.

### Ameaças

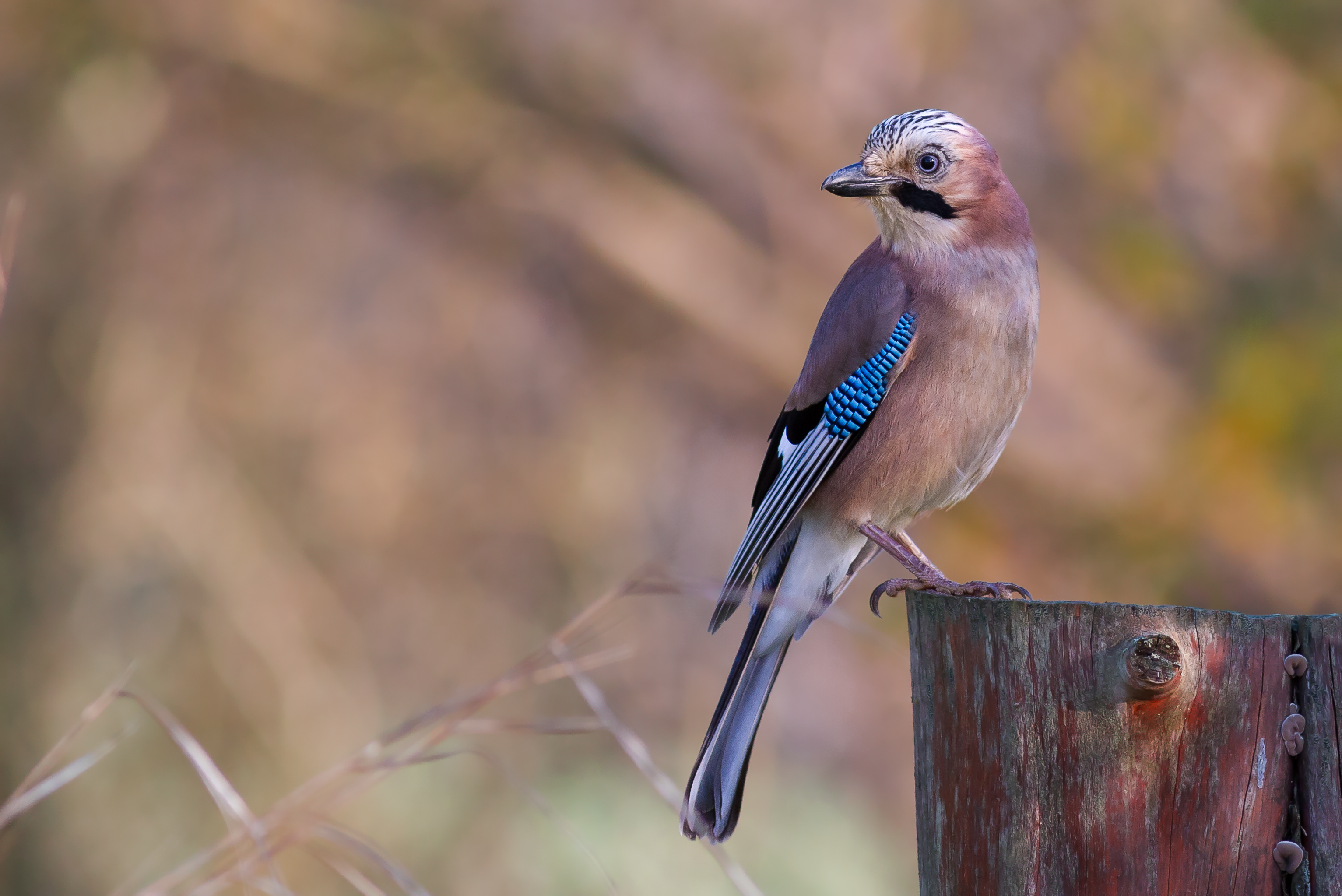
O gaio-comum está entre os predadores das jovens trepadeiras-corsa.

A diminuição do número de indivíduos pode ser explicada pelo fogo e pela exploração madeireira: os pinheiros-larícios aos quais a espécie está ligada se regeneram menos rapidamente do que se desaparecessem, e o corte dos pinheiros mortos causa problemas para a nidificação dessa trepadeira. Além de destruir os territórios das aves, a rebrota após o incêndio resulta na substituição do pinheiro-larício pelo pinheiro-bravo ou pela azinheira (Quercus ilex). Um estudo realizado sobre as consequências dos incêndios do verão de 2000, que afetaram vários grandes maciços de Córsega, concluiu que as consequências diretas (desaparecimento de territórios) e indiretas (dificuldades de nidificação e alimentação no inverno) poderiam ter afetado 4% da população da espécie. No mesmo período, nos desfiladeiros de Restonica, 6 de 12 territórios foram perdidos. Os principais impactos dos incêndios florestais de agosto de 2003 também levaram a um declínio da população, que foi reduzida em 37,5% na primavera seguinte.
Os predadores da trepadeira-corsa incluem o pica-pau-malhado-grande, que pode atacar os ninhos e os pássaros jovens, ampliando a cavidade do ninho para ter acesso aos filhotes da trepadeira; nem todos os indivíduos necessariamente atacam os ninhos, e as trepadeiras e os pica-paus podem até mesmo fazer ninhos na mesma árvore. O leirão (Eliomys quercinus) também é um predador em potencial, tendo sido observado dormindo em um ninho e suspeito de várias perdas; em menor escala, o gavião-da-europa (Accipiter nisus) pode incluir a trepadeira-corsa entre suas presas: restos de trepadeira-corsa foram relatados na dieta de uma dessas aves de rapina em 1967, e Löhrl relatou em 1988 que as trepadeiras-corsa que ele criou em cativeiro se escondiam ao ver uma ave de rapina. O gaio-comum (Garrulus glandarius) também pode ser um predador dos filhotes.:25–30
O estudo da estrutura do habitat da trepadeira-corsa mostrou que a fragmentação de seu habitat, que leva a uma concentração local de populações, pode ser uma nova ameaça. As trepadeiras evitam áreas abertas e plantações jovens que apresentam maior risco de predação, atravessando-as somente se essas áreas forem suficientemente estreitas.:34–42 Um estudo de 2011 tentou quantificar o impacto do aquecimento global na distribuição futura do pinheiro-larício e do pinheiro-bravo; levando em conta apenas a perturbação climática, é provável que, até 2100, 98% da área de distribuição da trepadeira-corsa ainda possa abrigá-la, e que essa distribuição se expanda em 10%. O habitat da ave está, portanto, mais ameaçado pelo aumento da frequência dos incêndios e pelo aumento das atividades humanas do que pelo aquecimento global.

### Proteção

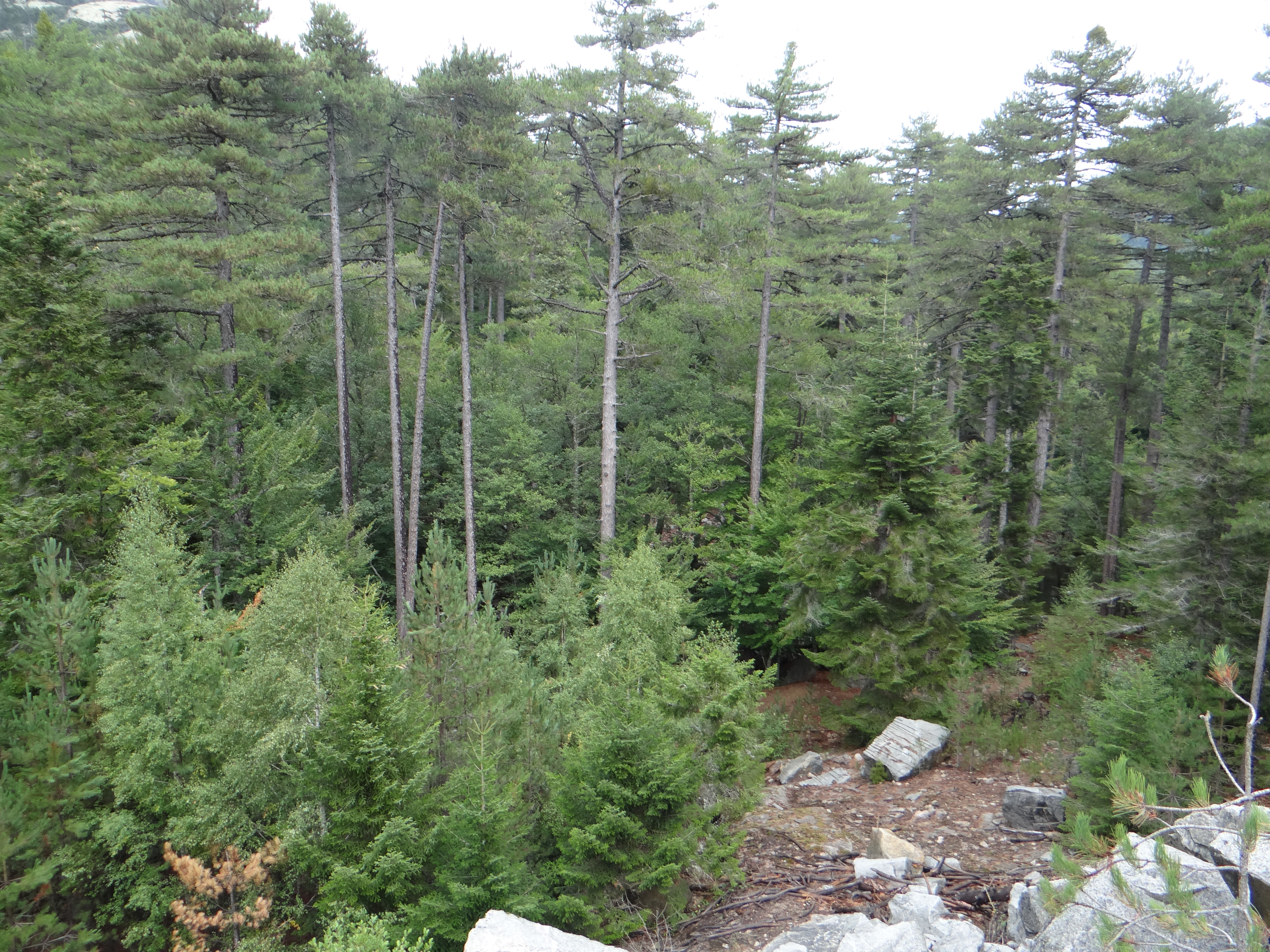
Paisagem florestal vista da trilha, perto da comuna de Évisa.

A trepadeira-corsa é totalmente protegida no território francês em virtude do artigo 3 do decreto de 29 de outubro de 2009, que estabelece a lista das aves protegidas em todo o território e as modalidades de sua proteção; ela também está listada no Anexo I da Diretiva de Aves da União Europeia e no Anexo II da Convenção de Berna. Portanto, é proibido destruí-la, mutilá-la, capturá-la ou removê-la, perturbá-la ou naturalizá-la intencionalmente, bem como destruir ou remover ovos e ninhos, e destruir, alterar ou degradar seu ambiente. Seja viva ou morta, também é proibido transportá-la, vendê-la, usá-la, mantê-la ou comprá-lo.
Estima-se que 9-11% dos indivíduos estejam localizados em oito das Zonas de Proteção Especial da Diretiva de Aves da União Europeia. Menos de outros 5% da população estimada encontra-se em duas reservas biológicas gerenciadas e seis reservas biológicas integrais. Além da prevenção e do controle de incêndios, estão previstas medidas específicas para a proteção da espécie, concentradas principalmente em métodos e estratégias florestais: a primeira prioridade deve ser dada à estrutura do habitat; a segunda prioridade é dada à presença de locais de nidificação.:34–42

### Na cultura
A trepadeira-corsa é às vezes chamada de trepadeira de Whitehead, mas tem uma variedade de nomes locais na língua de Córsega, como pichjarina, pichja sorda ou furmicula e capinera, usados pelo menos em Corte.:5–6 A espécie permanece relativamente desconhecida do público. O parque natural regional de Córsega publicou uma pequena história em quadrinhos sobre a ave, e o “Grupo Ornitológico de Córsega” escolheu a espécie como seu logotipo, representada de forma muito refinada. Na floresta de Aïtone, perto de Évisa, o Escritório Nacional de Florestas [en] criou uma “trilha de trepadeira”, que é um dos locais onde a espécie pode ser mais facilmente observada.:25–30 